# 手镯

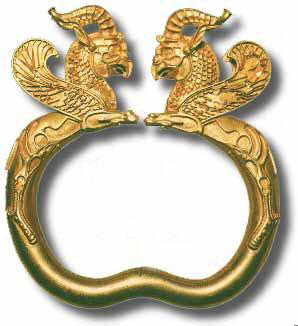
公元前5000年的原始手镯

手镯，又稱手環、手鍊、手串，是一种佩戴在手腕上的装饰物。手镯可以由皮革、織物、塑料或金属來製成，有时还含有一些石头、木头或贝壳在内。另外，手镯也用于医疗和鉴定，比如医院用来识别病人的标签。

## 起源
尽管臂镯可能在工艺上与手镯相似，但实际上它是指戴在手臂上面的一样东西，即是臂环。「手镯」这个词英文为 bracelet，源于拉丁语 brachile，意思是「手臂的」 ，再经古法语 barcel 演变而来。

## 文化意义

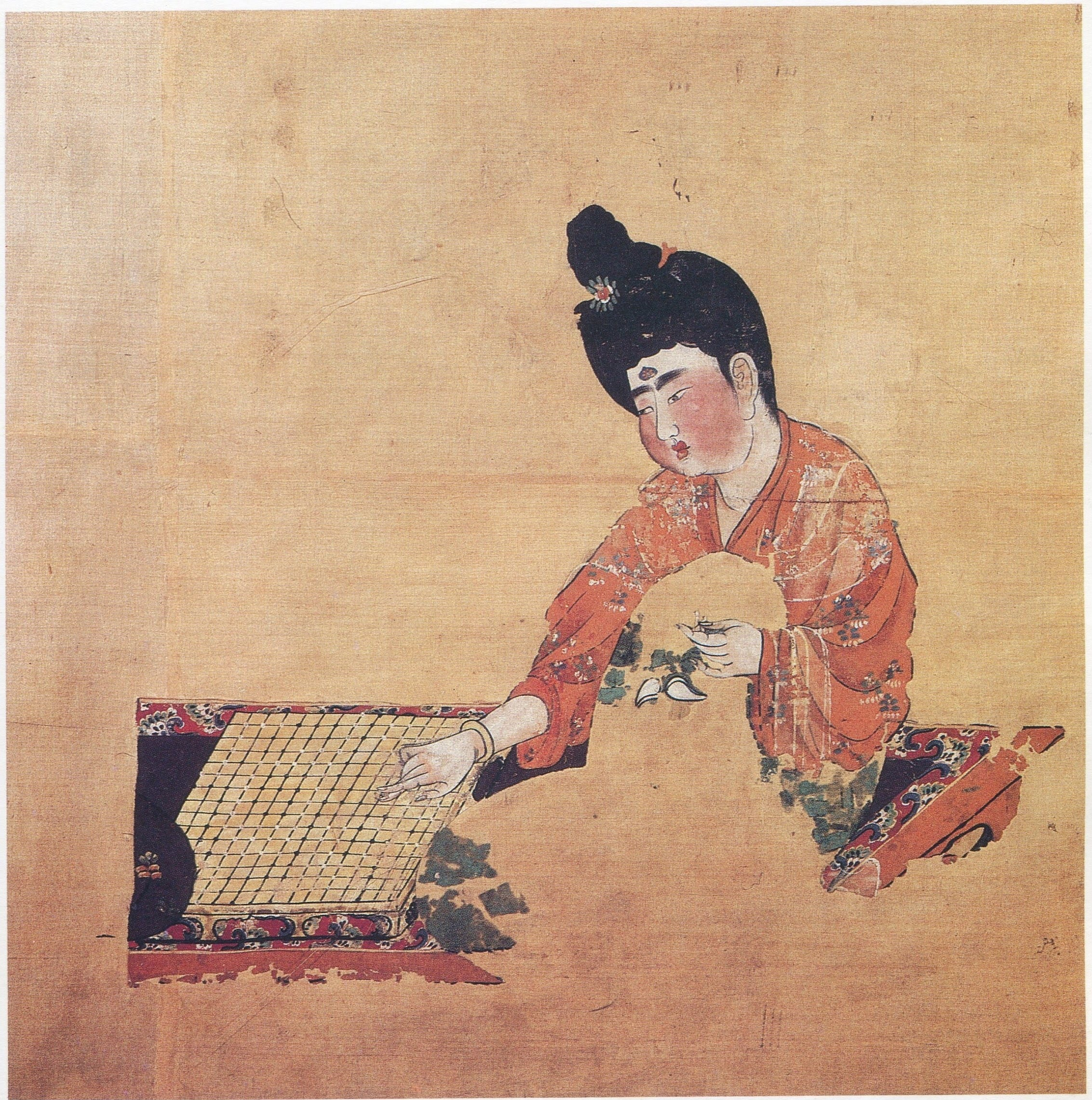
《弈棋仕女图》绢画，1972年出土于吐鲁番阿斯塔那187号张氏夫妇合葬墓，图中贵妇右手上戴着一只手镯。

古埃及戴手镯的歷史可以追溯到公元前5000年。从材料上看，如用骨头，石块和木块，来尊崇宗教和精神上的利益。国家地理学会称，刻有圣甲虫的宝石手镯是古埃及最具代表性的象征。圣甲虫代表重生和复兴。被雕刻的圣甲虫宝石会被视作珠宝佩戴，并裹进缠着亚麻绷带的木乃伊裡。神话传说中的圣甲虫之王克博尼在佩带手镯後威力无穷，可以推着太陽橫過天空。
2008年，來自新西伯利亞考古學和民族學研究所的俄羅斯考古學家在西伯利亞阿爾泰山的丹尼索瓦洞工作時，發現了一個來自未成年人的第五根手指的小骨片，被稱為「X女」（指線粒體DNA的母系後裔）的丹尼索瓦人。在這個洞穴的相同深度挖掘出來的人工製品，包括一個手鐲，按其放射性碳定年法大約在40,000年前。
在保加利亚有名為玛尔塔尼搭撒的传统，那里的人们有时会在手腕上繫上红色和白色的绳子，以取悦巴巴玛尔塔、使春天能够更快到来。
在希臘也有類似的傳統，在3月的第一天戴上紅白線手圈，直到3月結束，被稱為「三月花」（Μάρτη），被認為是幫助保護佩戴者的皮膚免受強烈的希臘太陽傷害並帶來好運。
在西班牙與拉丁美洲，佩带阿扎巴车（Azabache）手鍊是用来抵抗传说之中的「邪恶之眼」（Mal de ojo）。邪恶之眼是由于被别人过度钦佩或嫉妒相貌所造成的。新生婴儿佩戴阿扎巴车（带有黑色或红色的珊瑚护符的一个拳头形状的金手镯或项链）被认为能使他们免受邪恶之眼的危害。
在印度的部分地区，女人佩戴手镯的数量和类型表示着她的婚姻状况。而在錫克教地區，手鐲是必要的裝飾被稱為五種美德之一。
在東亞地區，古代不论男女都戴手镯，多數以金、银、玉石來製成，女性作为已婚的象征，男性则作为身份或工作性质的象征，而且人们还认为戴手镯可以避邪或碰上好运气。

## 手镯类型

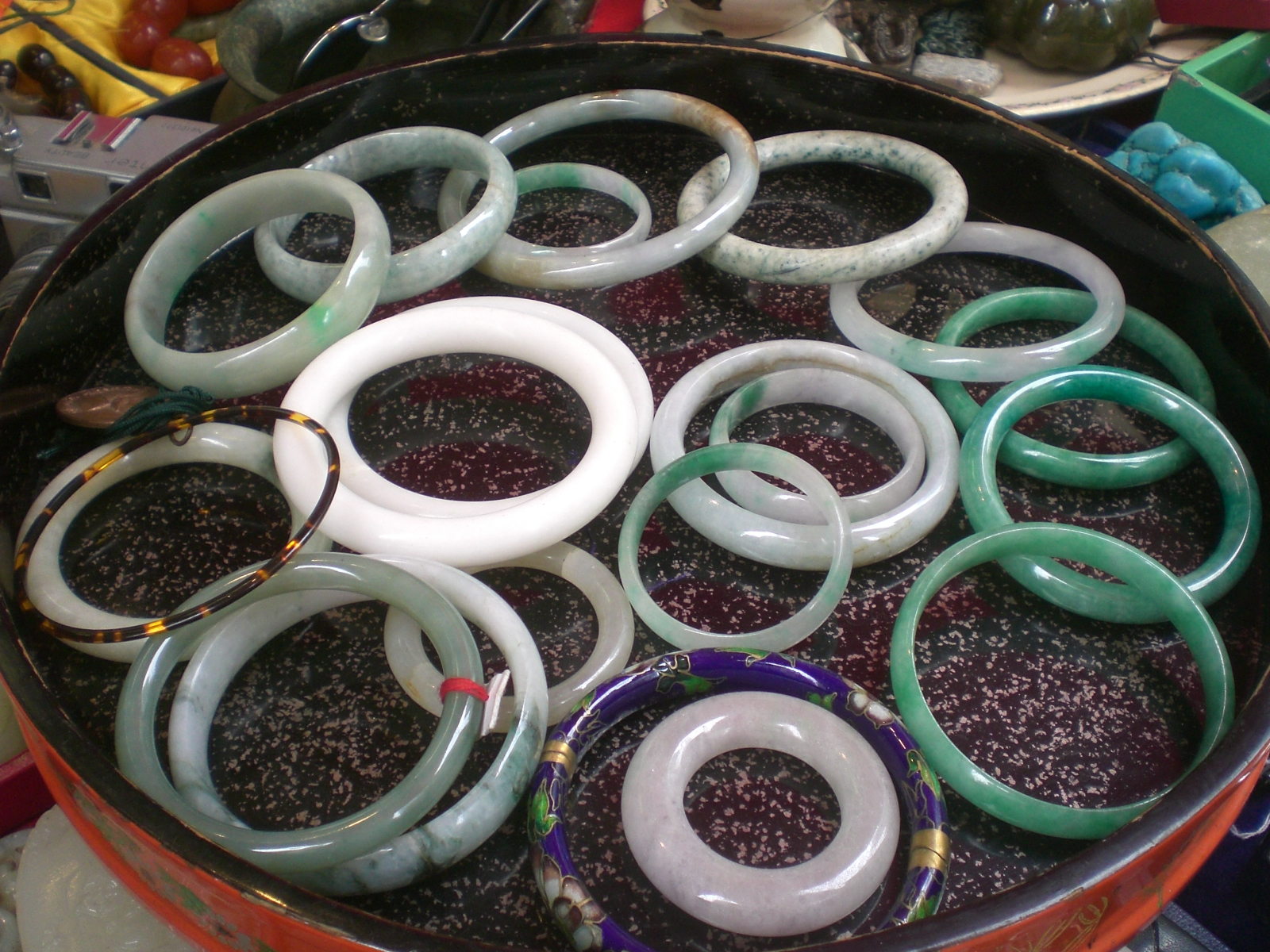
翡翠手镯

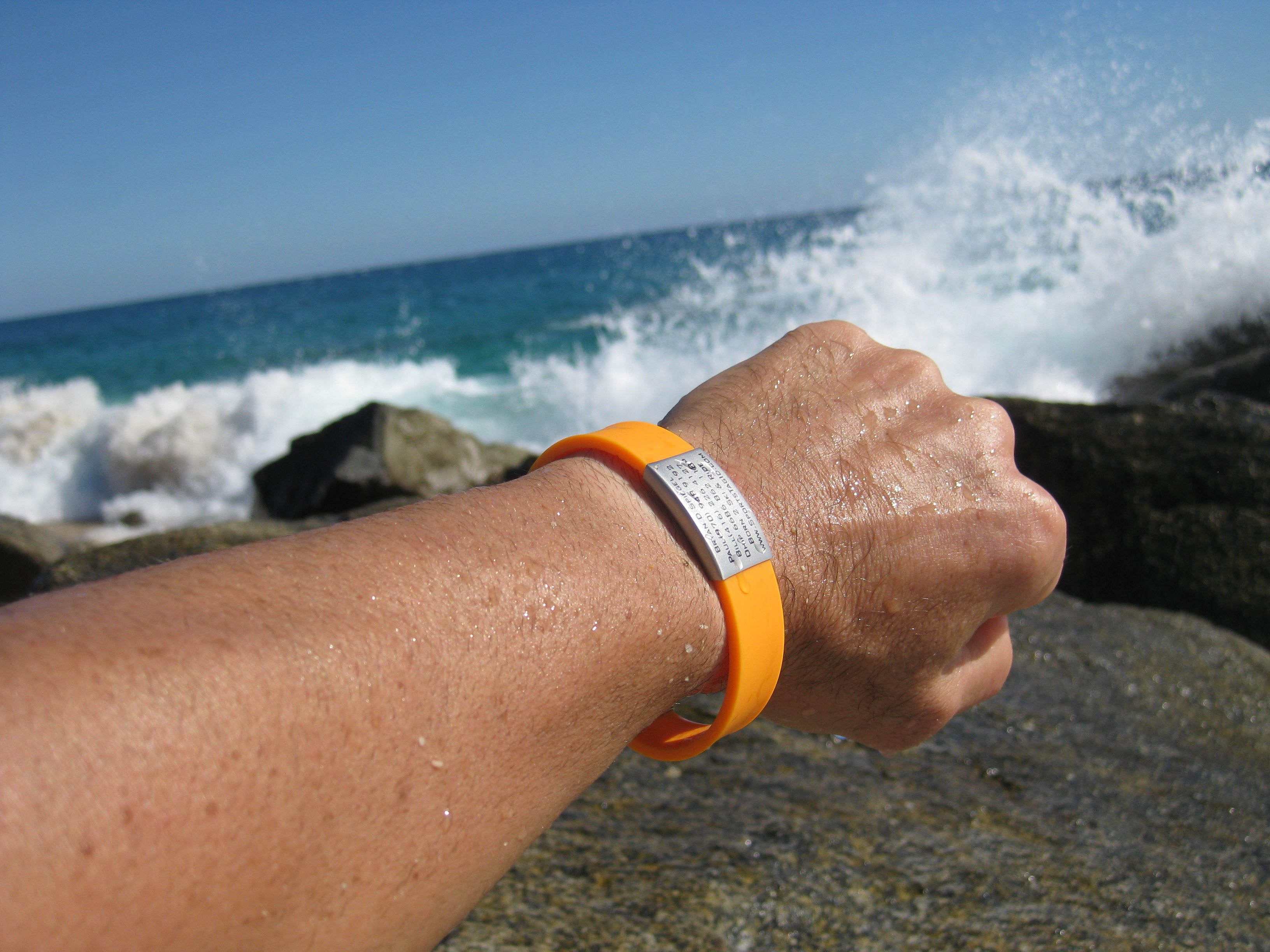
矽膠與不銹鋼製成的球員身份帶

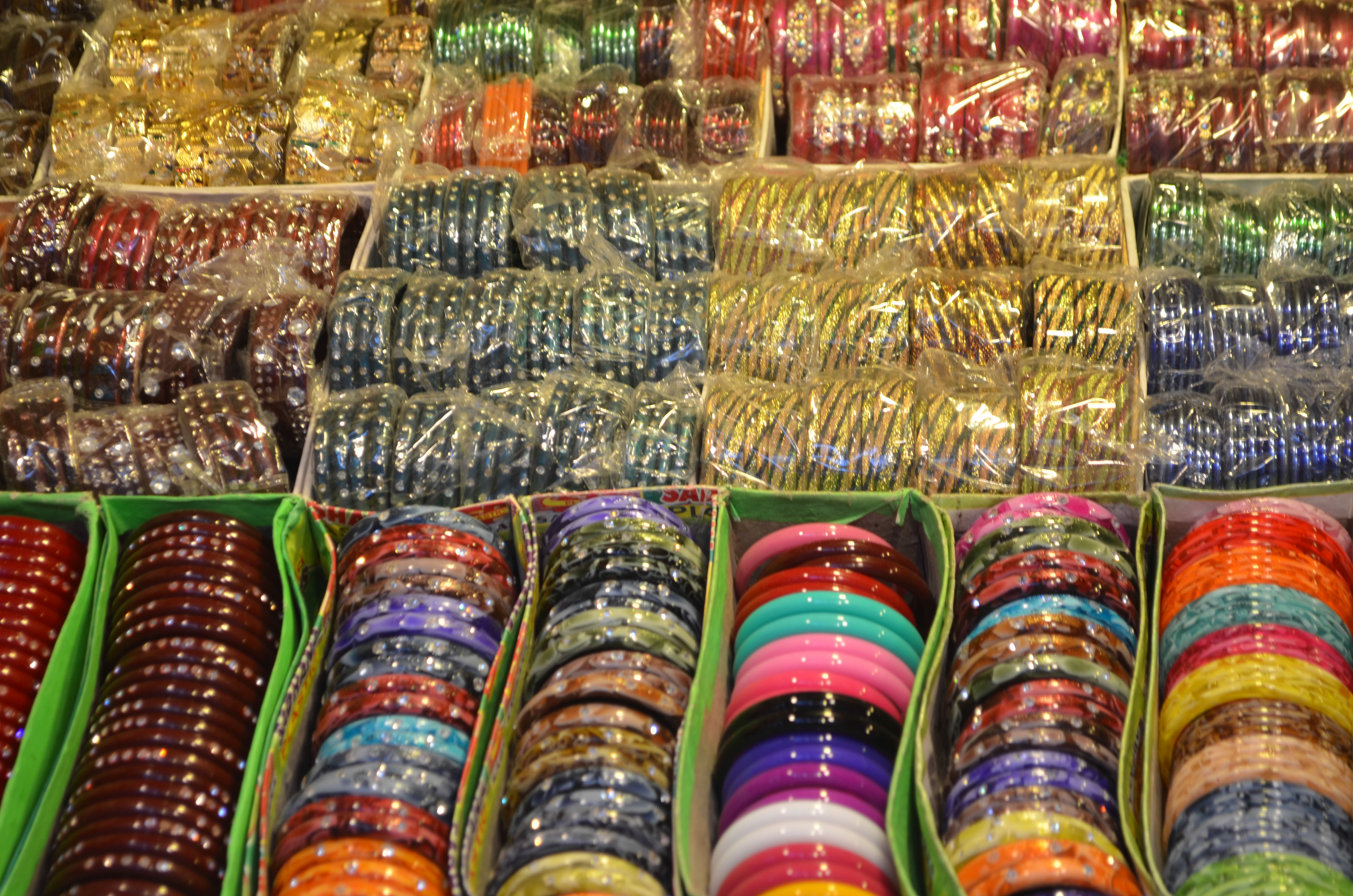
多色的玻璃Bangles手鐲

### 运动手帶
從2003年5月起，耐克和蘭斯·岩士唐将黄色硅橡胶为材料制作的体育手镯推向市场。他们成功使这些用硅制造的手镯传播開去，在各種慈善活動成為低成本的宣傳工具。这也可以被看作是有着识别带或类似的用途。这些手镯也称为「球员身份带」、「腕带」或「球员带」 。对於运动攀岩，会在手镯设计上用上攀爬绳（动力绳），作为登山装备。

### 网球手镯
镶嵌着对称样式的薄钻石手镯称为网球手镯。据钻石小虫报道，1987年，前世界排名第一的女子网球选手克里斯艾福特，在美国网球公开赛上赢得18个大满贯单打冠军。她当时佩带的一串精美轻便的镶钻手镯意外损坏，迫使比赛中断，克里斯獲准复原她的珍贵钻石。「网球手镯」事件促成了网球手镯这一新的名称，并引发了巨大的珠宝潮流。如今不少网球明星，如小威廉姆斯和加布里埃拉萨瓦蒂尼等种子选手都在继续佩戴网球手镯。

### 串珠手鍊
通常由帶有中心孔的珠子製成，並通過一根細繩或鬆緊帶穿過孔連接。

### Bangles
Bangles為一種南亞常见的饰物，可指手鐲或腳鐲，通常由金屬、玻璃、木材或塑料製成的。有些镯光滑且無紋，有的帶紋理或镶著着石块。
在印度，玻璃手镯是很常见，是由寬度約3至6毫米（1⁄8至1⁄4英寸）的普通玻璃製成，人們會將它們成堆穿上，以便在用手臂活动的时候使之发出动听的声音，就像叮噹響的風鈴一樣。
另外，年幼的印度孩子則會在手和腳踝上戴著薄薄的金手鐲。

### 龍鳳手鐲
在中國文化中，龍和鳳在一直代表著吉祥、高貴和相輔相成的關係，而龍鳳的結合亦漸漸被用作形容愛情。因此，新人結婚都可以說為龍鳳配以及龍鳳程祥，並且少不了龍鳳手鐲，而龍鳳手鐲是男女父母送給新娘的禮物，代表吉祥的意思。越重的龍鳳鐲也代表了家境的財富。在傳統上，龍鳳手鐲是由純金鑄造的，在現代亦有以電鍍製成的，價錢較為便宜。